# Ginette Rapp
Pour les articles homonymes, voir Rapp.
Ginette Rapp est une artiste peintre française née à Paris le 24 décembre 1928. Elle est décédée le 2 mai 1998 au retour d'un voyage au Yémen et inhumée au cimetière du Montparnasse.
Elle est admise à l'Académie Julian. En 1958 elle obtient le Prix Pacquement décerné par "les Amis du Musée d'Art Moderne", Paris puis en 1977 le prix Sophia Antipolis.
Certaines de ses œuvres sont dans les collections du Centre Pompidou.

## Œuvres
- Dans le port de Volendam (HST signée en bas à gauche, 65x54 cm)
- Au port, les proues de Volendam (HST signée en bas à gauche, 60x80 cm)[3]
- Bretagne, les barques dans la baie (HST signée en bas à droite, 82x162 cm)
- Le Manège (HST signée en bas à droite, 63,5x95 cm)
- Sur le canal (aquarelle et gouache. Cachet de l'atelier en bas à droite 52x38 cm)